# Енвер Ходжа
Енвер Халил Ходжа (на албански: Enver Halil Hoxha) е албански политик, дългогодишен партиен и държавен ръководител на Албания.
Заемал е длъжностите първи секретар на Албанската комунистическа партия (Албанска партия на труда от 1948 г.) в периода 1941 – 1985 г., министър-председател на Албания (1944 – 1954), министър на външните работи на Албания (1946 – 1953). Генерал.
Женен е за Неджмие Ходжа – секретар на Женската лига на Албания.
При управлението на Енвер Ходжа 200 хиляди албанци изчезват завинаги в затворите и трудовите лагери. Подлага на гонения хора с опозиционни възгледи, забранява свободното изповядване на религия и превръща Албания в атеистична република

## Политическа дейност
През Втората световна война Енвер Ходжа основава антифашистки фронт през 1942 г. и се включва като партизанин през август 1943 когато предстоящата капитулация на Италия е очевидна. Той основава комунистически партизански отряди заедно с другаря си Мехмед Шеху, който през 1981 е убит по заповед на Ходжа, като смъртта му е представена за самоубийство, оклеветен е като югославски, съветски и американски шпионин, а семейството му е репресирано. В действителност самата Албанска комунистическа партия е създадена с решителна югославска намеса и през периода 1944 – 1948 г. Албания е сателит на Титова Югославия.
След капитулацията на Италия през септември 1943 г. намиралата се в Албания Девета италианска армия преминава на страната на комунистическите партизани чрез споразумение между командващия армията генерал Каминиело и капрал Терцилио Кардинали от една страна и Енвер Ходжа и Мехмед Шеху от друга страна. По поръчение на Ходжа италианският капрал Терцилио Кардинали реорганизира 9-а италианска армия в партизанско поделение, наименувано „Антонио Грамши“ по името на лидера на Италианската комунистическа партия, което се командва от Кардинали, тъй като генерал Каминиело е пленен от германците в сражението при Круя и впоследствие разстрелян. Албанските комунистически партизани се въоръжават добре благодарение на оръжието от италианската армия и заедно с италианците водят боеве с отново окупиралите албанска територия германци, но много повече – срещу техните помагачи от новото албанско правителство, албанските националисти, монархисти и албанската дивизия на СС „Скендербег“, превръщайки конфликта в гражданска война.
До 1944 г., когато и Първа българска армия се включва във войната срещу Германия, а Червената армия започва настъпление в Сърбия, принуждавайки Вермахта да се изтегли от Вардарска Македония, Косово, Албания и Черна Гора италианците и албанците са принудени да се укриват в албанските планини вследствие от огромните загуби в жива сила, понесени след боевете с германците при Круя и Либражди през 1943 и 1944 г. С навлизането на българските войски през октомври 1944 г. във Вардарска Македония и проведената от тях Косовска операция, вследствие на което изтеглящите се германски войски са унищожени и италианците и албанците обкръжават остатъците им в Албания като ги пленяват. Но след идването му на власт пропагандата му твърди, че партизаните му „сами“ са освободили Албания, с цел легитимирането на режима му.
На парада на победата на италианските войски и албанските партизани на 29 октомври 1944 г. в Тирана Енвер Ходжа марширува в италианска военна униформа, тъй като албанските комунисти са били зачислени в състава на 9-а армия след капитулацията на Италия през 1943 г. Той ръководи Албания от края на Втората световна война до смъртта си през 1985 г. Той е първи секретар на Албанската комунистическа партия (по-късно Албанска партия на труда). От 1944 до 1954 г. е министър-председател, от 1946 до 1953 г. е външен министър.
По време на авторитарното му управление след десталинизацията и Китайско – американското помирение страната изпада в пълна международна изолация и изостава силно във всяко едно отношение на стопанството, науката и обществения живот. Първоначално страната е член на Организацията на Варшавския договор на тогавашните социалистически страни, но я напуска през 1968 г.
Енвер Ходжа обявява Албания за първата в света атеистична република. Забранява свободното изповядване на вероизповедание, като до 1974 г. само католическата църква в Албания дава от редовете на духовенството си 38 новомъченици, и подлага на жестоки гонения всички хора с опозиционни възгледи.

### Противоатомни бункери
Разпорежда изграждането на стотици хиляди противоатомни бункери в цялата страна. Задейства мощен пропаганден апарат, който убеждава хората, че изграждат уникално преуспяващ строй и че това неминуемо ще доведе до опити от другите държави за унищожаване на Албания. Издава директива за изграждане във всяко селище и месторабота на противоатомни бункери и дълги отбранителни линии с дълбоки траншеи и подземни коридори.
За няколко години Албания е покрита с над 700 000 бетонни бункера (малките от които наподобяват гъби), множество отбранителни съоръжения. Целта е в бункерите да има място за цялото население на Албания и те винаги да се поддържат снабдени с провизии за месеци живот в тях. Разходите са два пъти по-високи, а използваният бетон – три пъти повече от този при строителството на френската отбранителна линия Мажино.
Тази политика струва доста лишения на албанския народ. Практически бункерите са неизползваеми за нищо в мирно време, не са осигурени с достатъчно боеприпаси, а е и съмнителна пригодността им в случай на ядрена война срещу Албания. Също така това води до недостиг на жилища, лошо качество на пътищата и загуба на обработваема земя, а годишно по време на строителството им умират между 70 и 100 души. Министърът на отбраната и член на политбюро генерал Бекир Балаку, протестиращ срещу тази безумна кампания, е арестуван и разстрелян заедно със свои съратници по скалъпени обвинения за организиране на прокитайски преврат.

### Култ към личността
В типичен авторитарен стил Ходжа издига личността си в култ. В цялата страна са разлепени негови портрети, издигнати са масивни паметници, редица обекти са наименувани на него. Той се превръща в абсолют в държавата. Дори телевизията предава единствено само за него, обикновените албанци нямат възможност за подобен лукс. Парадоксален е и фактът, че Албания – страна с огромни количества естествен асфалт, e имала едва няколко десетки километра асфалтирани пътища – от президентския дворец до летището.

## Смърт
В нощта на 11 април 1985 г. след мозъчен кръвоизлив Енвер Ходжа умира на 76-годишна възраст, точно месец след като Горбачов идва на власт в СССР.
Траурът в Албания продължава 9 дни. От чужбина в Тирана са допуснати само лидери на „истинските марксистко-ленински партии“ и емисари от КНДР, Виетнам, Куба, Румъния, Лаос, Кампучия, НДР Йемен, Никарагуа, Иран и Ирак. Съболезнователни телеграми, изпратени от чужди страни, включително СССР, Италия и Югославия, са изпратени обратно от албанците, освен съболезнованията от Фидел Кастро, Николае Чаушеску и Ким Ир Сен.
Сбогуването с Ходжа се състои в Сталинския дворец в Тирана.

## Гробница и музей на Е. Ходжа
В пресата има твърдения, че тялото на Енвер Ходжа е балсамирано и поставено в мавзолей. Всъщност албанският лидер е погребан в гробището на падналите герои на нацията в Тирана. През май 1992 г. тялото на Енвер Ходжа е било тайно ексхумирано от новите албански власти и повторно погребано в обществено гробище в покрайнините на Тирана. В същото време надгробната плоча е иззета и използвана за създаване на паметник на британските войници от съюзническите сили. Сградата с формата на пирамида, която погрешно се нарича мавзолей, е построена като музей на Енвер Ходжа, открит на 14 октомври 1988 г. по повод 80-годишнината от рождението му. В момента експозицията на музея е демонтирана и в него е разположен международен културен център.